# Codificação por convenção
Codificação por convenção, (em inglês Convention over Configuration ou Coding by convention) é um paradigma de desenvolvimento de software, que visa diminuir o número de decisões que os desenvolvedores precisam fazer, ganhando simplicidade, mas sem necessariamente perder flexibilidade.

## Motivação
Normalmente, os frameworks precisam de vários arquivos de configuração, cada um com muitas configurações. Estes fornecem informações específicas de cada projeto, variando desde URLs até mapeamentos entre classes e tabelas do banco de dados. Com a complexidade de uma aplicação do número e tamanho dos arquivos aumenta também.

## Usos
Muitos frameworks modernos usam o paradigma Codificação por convenção. Alguns exemplos: Spring; Ruby on Rails; Kohana PHP; Grails; Grok; Zend Framework; CakePHP; symfony; Maven.